# Joseph Yobo
Joseph Ikpo Yobo (Kano, 6 september 1980) is een Nigeriaanse voormalig voetballer die bij voorkeur als centrale verdediger speelde, alhoewel hij in het begin van zijn carrière ook als middenvelder en aanvaller heeft gespeeld. Yobo speelde van 2001 tot en met 2014 honderd interlands voor het Nigeriaans voetbalelftal, waarin hij zeven keer scoorde. Hij is een jongere broer van oud-international Albert Yobo.

## Clubcarrière

### Begin van carrière
Yobo werd geboren in de noordelijk gelegen miljoenenstad Kano. Hij begon met voetballen in zijn vaderland, Nigeria. Daar speelde hij voor Michelin, een club beheerd door de bandenfabrikant uit Port Harcourt, een van de grootste havensteden van het land. Yobo werd gescout door Belgische scouts en in 1998 wisten zij hem naar België te halen, om daar te gaan voetballen in de Eerste Klasse.

### Standard Luik
In de zomer van 1998 mocht Yobo zich voor het eerst bij een Europese club melden, Standard Luik. Dat seizoen eindigde Standard zesde in de competitie, maar Yobo had geen enkele wedstrijd meegespeeld. De twee seizoenen daarop, daarentegen, was Yobo wel op het veld te zien. Hij speelde meestal als rechtsachter onder de Kroatische trainer Tomislav Ivić. Yobo bleef tot en met 2001 bij Standard Luik. Hij speelde 46 wedstrijden voor de Belgen, waarin hij tweemaal het net vond.

### Olympique Marseille en CD Tenerife
Olympique Marseille werd de tweede Europese club van Yobo. Voor aanvang van het seizoen 2001/2002 namen zij hem over van Standard Luik. Alhoewel hij in zijn eerste seizoen even uitgeleend aan de ex-club van Roy Makaay, CD Tenerife, speelde hij toch nog 23 wedstrijden voor Marseille. Het hele tweede seizoen dat hij onder contract stond werd hij uitgeleend aan zijn huidige club.

### Everton
In 2002 nam Everton Yobo als huurling in eerste instantie voor één seizoen over van Olympique Marseille. Hiermee werd hij de eerste aanwinst van de destijds nieuwe trainer David Moyes. Moyes was onder de indruk van Yobo na het zien van hem in de wedstrijd van Nigeria tegen Engeland op het WK 2002. Ondanks interesse van topclubs als Arsenal en Juventus koos Yobo voor Everton. In zijn eerste seizoen speelde hij 24 wedstrijden voor "The Toffees". Hij viel zo goed in de smaak dat Everton het daaropvolgende seizoen besloot hem definitief over te nemen van Marseille. In totaal kostte het de club 5 miljoen pond om Yobo definitief in hun gelederen te krijgen.
Yobo was acht seizoenen lang van vaste waarde bij Everton en speelde in deze periode meer dan 200 duels voor The Toffees. 
Yobo was net begonnen aan zijn negende seizoen bij Everton, maar de Schotse hoofdcoach David Moyes koos er nu echter voor om achterin het duo Phil Jagielka-Sylvain Distin te posteren. Bovendien kreeg de coach ook John Heitinga en Jack Rodwell tot zijn beschikking. Met Everton stond hij op 30 mei 2009 in de finale van de strijd om de FA Cup. Daarin verloor de ploeg van trainer-coach Moyes met 2-1 van Chelsea door goals van Didier Drogba en Frank Lampard.

### Fenerbahçe
In augustus 2010 werd Yobo verhuurd voor één jaar aan Fenerbahçe SK met optie tot definitieve overname. Bij zijn nieuwe club wordt hij in het centrum van de verdediging vergezeld door Uruguayaan Diego Lugano, die net als Yobo ook aanvoerder was van zijn nationale elftal. Een seizoen later werd bekend dat Fenerbahce SK hem weer huurde. Na twee seizoenen huren nam de Turkse club Yobo definitief over en legde hem vast voor drie seizoenen.

## Interlandcarrière
Yobo debuteerde in 2001 voor het nationale team van Nigeria. Sindsdien was hij een van de vaste waardes van het land. Op het WK van 2002 speelde hij alle drie de wedstrijden die Nigeria speelde. Tijdens de African Nations Cup van 2006 werd Yobo voor het eerst aanvoerder, vanwege de afwezigheid van middenvelder Jay-Jay Okocha. Nadat Okocha officieel afscheid had genomen van het nationale team, werd Yobo permanent captain. Hij nam met zijn vaderland deel aan het WK voetbal 2010 in Zuid-Afrika, waar The Super Eagles onder leiding van de Zweedse bondscoach Lars Lagerbäck voortijdig werden uitgeschakeld in een groep met Argentinië, Griekenland en Zuid-Korea.
Op 10 februari 2013 won Yobo met Nigeria de Afrika Cup 2013 na 1-0 winst tegen Burkina Faso. Yobo speelde zijn honderdste interland voor Nigeria in de achtste finales van het wereldkampioenschap voetbal 2014. Daarin werden de Afrikanen met 2-0 uitgeschakeld door Frankrijk. Na de wedstrijd verklaarde Yobo dat het zijn laatste interland was geweest en hij stopte als international.

## Goede doel
Yobo heeft zijn eigen goede doel opgericht, genaamd Joseph Yobo Charity Foundation. Dit goede doel houdt zich bezig met het helpen van arme kinderen in zijn geboorteland, Nigeria. Hij heeft ook zijn eigen voetbalacademie in de regio van de Ogoni en helpt de zusterclub van Everton, Everton Lagos. Deze is opgericht om wat terug te doen voor Nigeria, omdat veel Nigeriaanse spelers voor Everton uit zijn gekomen.

## Erelijst
- Liverpool Senior Cup: 2003, 2005, 2007 (Everton)
- Fenerbahçe SK Süper Lig: 2013-14

 Nigeria
- Afrika Cup

2013